# Parts per trillion
ppt, från amerikansk engelska parts per trillion, "antal per biljon", står för en biljondel. Det är ett mått på andel eller koncentration.
ppt är en dimensionslös storhet, som utöver att beskrivas som en biljondel även kan sägas representera talet 10-12.
ppt används ibland inom kemin på samma sätt som ppb (10-9) och ppm (10-6).

## Avvikande betydelse
På engelska kan ppt i vissa sammanhang i stället användas i betydelsen parts per thousand, "antal per tusen", det vill säga tusendel/promille (10-3).
Observera möjliga missförstånd på grund av långa och korta skalan för stora tal, där talen 106/109/1012/1015 i många engelsktalande länder benämns  million/billion/trillion/quadrillion men i många andra länder har benämningarna miljon/miljard/biljon/biljard.

## Relaterade begrepp
- Procent (%)
- Promille (‰)
- Parts per million (ppm) – miljondel
- Parts per billion (ppb) – miljarddel
- Parts per quadrillion (ppq) – biljarddel